# Мермерни оникс
Мермерни оникс је хемијска седиментна стена и припада групи 
карбонатних стена. Настаје око топлих извора. Користи се као украсни камен.
Минерали који изграђују мермерни оникс су:
- калцит,
- арагонит (који се јавља доста ретко).

Структура арагонита је макрокристаласта, док је његова текстура тракаста. Настаје око хладних и топлих извора, обарањем калцијум-карбоната из засићеног раствора. То се дешава због распршивања капљица воде, након чега заостаје калцијум-карбонат.
Мермерни оникс може бити прозрачан, али и у различитим варијететима жуте, зелене и црвене боје. Јако је цењен украсни камен, и користи се у декоративне сврхе.